# Pro Akustik
Die Pro Akustik GmbH & Co. KG ist ein Zusammenschluss selbständiger Hörakustiker aus dem ganzen Bundesgebiet. Ziel der Mitglieder ist es, die Hörfähigkeit ihrer Kunden so lange und so gut wie möglich zu erhalten. Dazu gehört vor allem die Versorgung mit Hörsystemen und Zubehör. Angeboten werden außerdem Gehörschutz und Audiotherapie sowie Hörtraining.

## Geschichte
Das Unternehmen wurde 1993 gegründet. Die Anzahl der Mitglieder schwankt, da immer wieder neue Hörakustiker aufgenommen werden oder aus dem Verband ausscheiden. Seit August 2007 ist das verbandseigene Qualitätsmanagement für alle Mitgliedsbetriebe und deren Mitarbeiter verbindlich einzuhalten. Der Verband hat eine Geschäftsstelle in Hannover, von der aus die Geschäfte und Aktionen betrieben und koordiniert werden. Geschäftsführer ist Kay Buchhauser. Einmal im Jahr kommen die Mitarbeiter aller Betriebe zu einem Kongress mit rund 300 Teilnehmern zusammen.

## Produkte
In den Mitgliedsbetrieben werden Hörsysteme und Zubehör der führenden Hersteller sowie Gehörschutz angeboten. Zu den Dienstleistungen gehören Audiotherapie und Hörtraining. Das Hörtraining mit dem FonoForte-Hörtrainer wurde in Zusammenarbeit mit dem Blicklabor der Universität Freiburg exklusiv für Pro Akustik entwickelt. Damit können sowohl normalhörende als auch Menschen mit Hörminderung die auditive Differenzierungsfähigkeit trainieren. Die Unterscheidung von Lautstärke, Tonhöhe, Lückenerkennung und Zeitordnung ist wichtig für das Verstehen von Sprache und kann mit dem Training gezielt verbessert werden. Die Wirksamkeit des Trainings wurde in einer Studie (Hören – Lernen. Auditive Differenzierung: Schwächen und Training im Erwachsenenalter) belegt. Ziel des Trainings ist es, das Sprachverstehen der Teilnehmer zu verbessern.